# Sky Soap
Sky Soap byl televizní kanál provozovaný společností British Sky Broadcasting, který vysílal mix amerických a britských soap oper, mezi jinými i Emmerdale a Take the High Road.
Kanál začal vysílat 3. října 1994 ze satelitu Astra 1C každý všední den od osmi hodin do půlnoci, vysílací čas se ale brzy změnil na čas od půlnoci do šestnácti hodin. V roce 1997, se kanál přesunul na satelit Astra 1B a změnil vysílací čas na 11:00 - 16:00. Sky Soap ukončil vysílání 30. dubna 1999 kvůli nízké sledovanosti.

## Pořady
- Emmerdale Farm epizody z let 1972-88
- Take the High Road epizody z let 1980-89
- Peyton Place
- The Young and the Restless
- The Bold and the Beautiful
- General Hospital
- Guiding Light
- As the World Turns
- Another World
- Days of our Lives
- The City
- All My Children
- Santa Barbara
- Sunset Beach
- Loving
- Port Charles
- Ryan's Hope
- One Life to Live